# Oscarshall

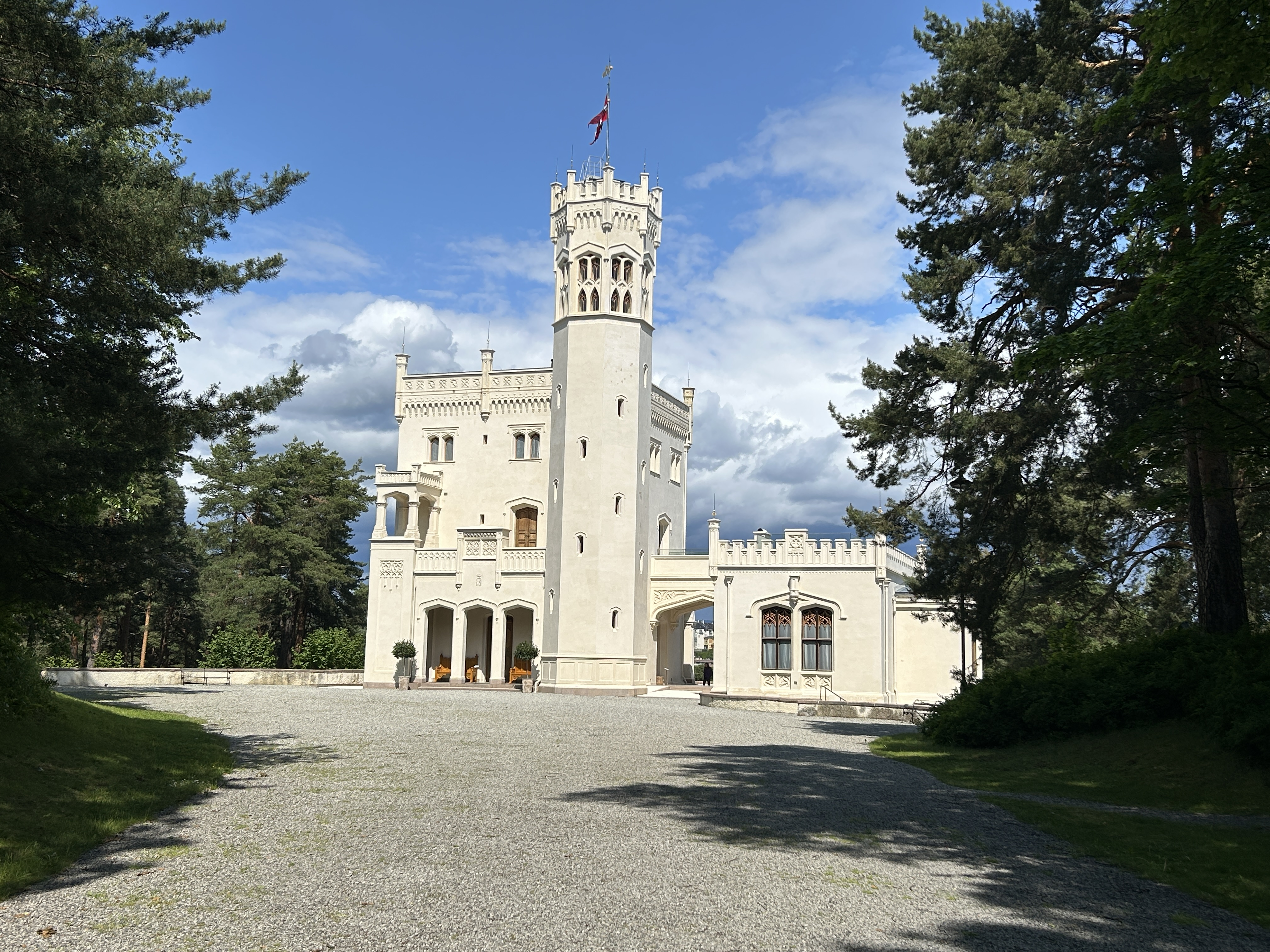
Oscarshall en 2025

Oscarshall est  une maison de plaisance située dans le fjord de Frognerkilen (en), sur la péninsule de Bygdøy à Oslo en Norvège.
Oscarshall a été construit entre 1847 et 1852 par l'architecte danois Johan Henrik Nebelong (no) à la demande du roi Oscar Ier et de la reine Joséphine de Leuchtenberg. Le bâtiment a été ouvert au public par le roi en tant que musée en 1881.

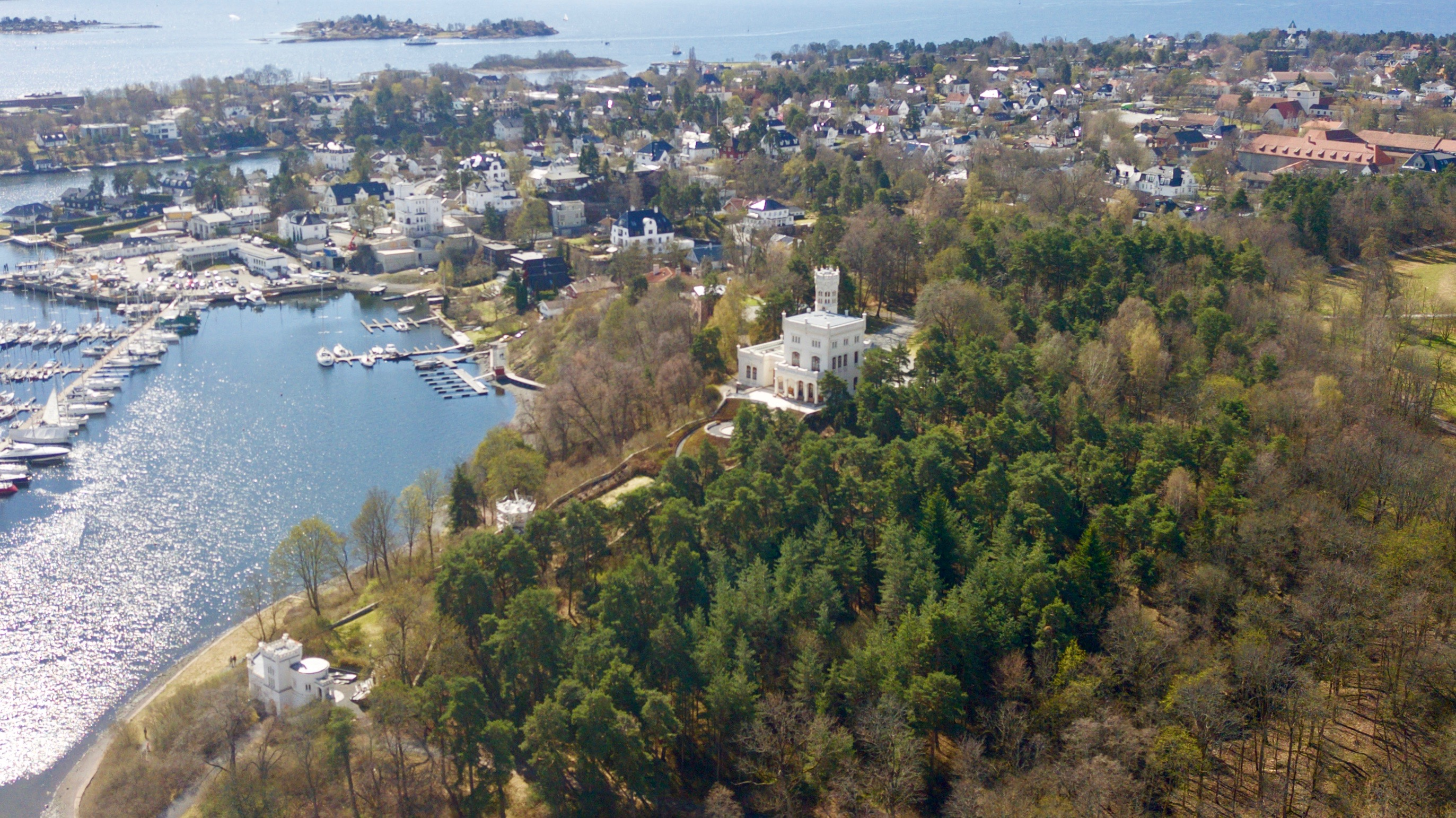
Vue aérienne
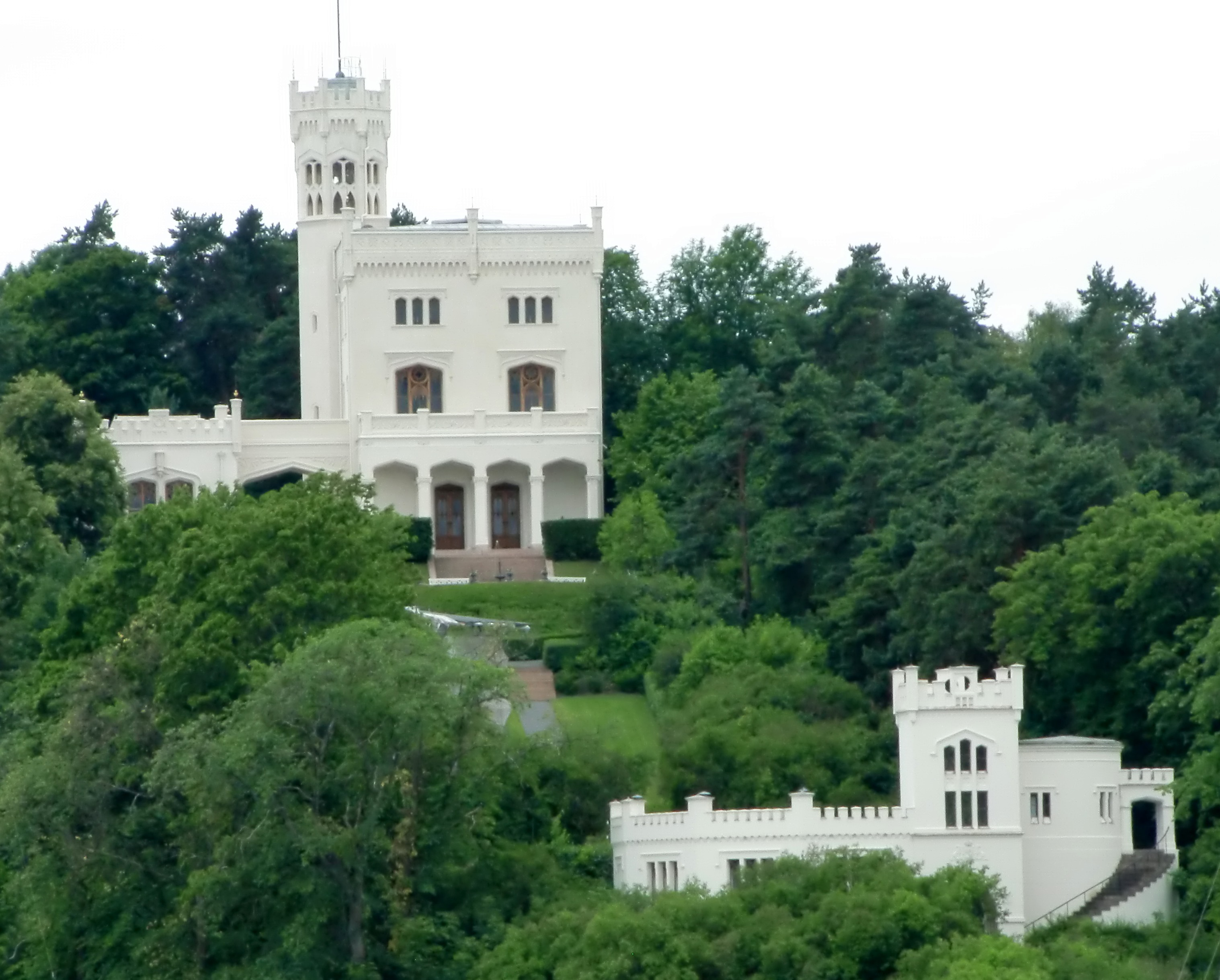
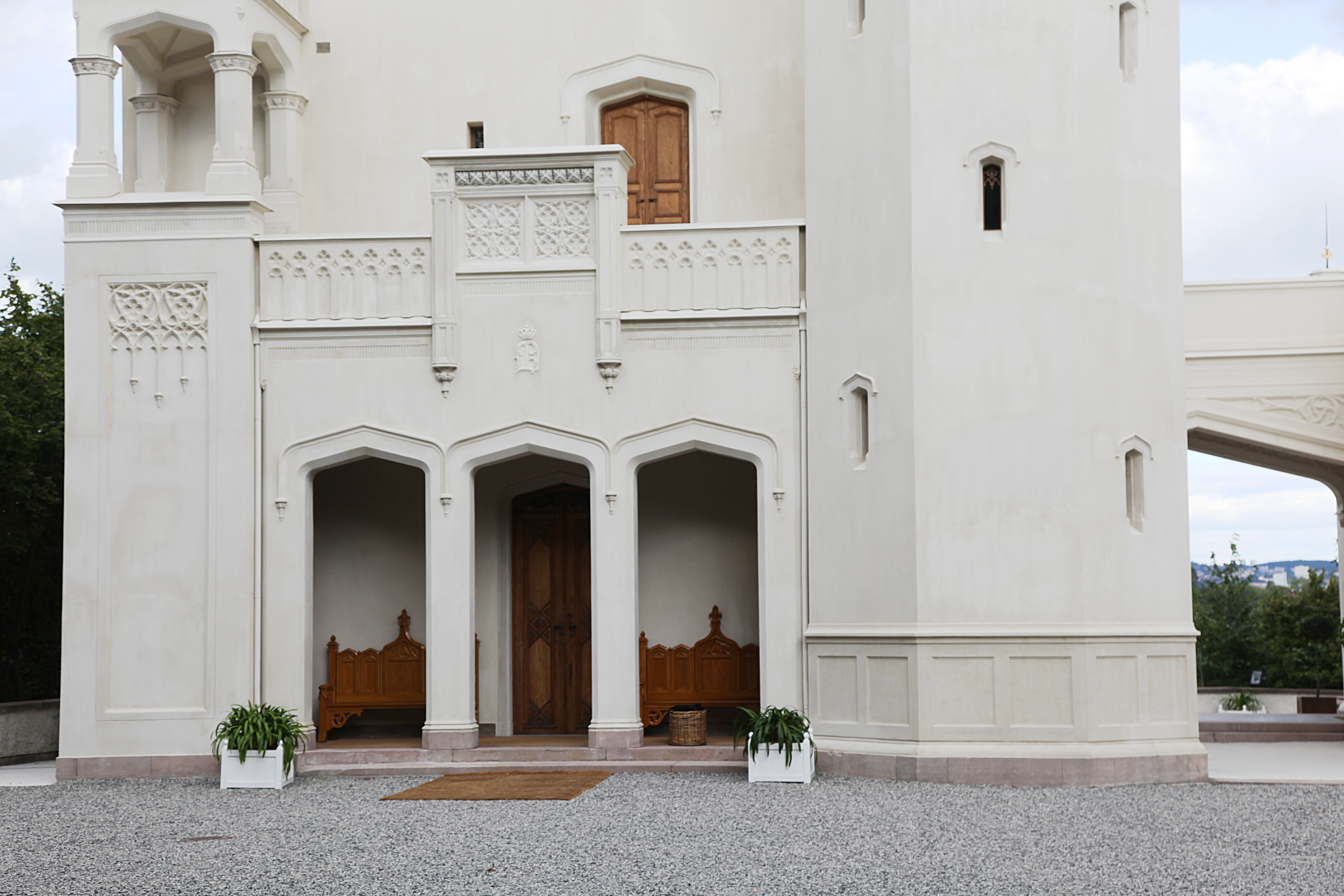
Porte d'entrée après restauration en 2009